# مکس رایان
مکس رایان (به انگلیسی: Max Ryan) بازیگر انگلیسی است.
از فیلم‌های معروف او می‌توان به بازی در فیلم انجمن نجیب زادگان عجیب اشاره کرد.